# Moonmist
Moonmist is een Computerspel dat werd ontwikkeld en uitgegeven Infocom. Het spel is een tekstadventure. Aan het begin van het spel kan de speler kiezen uit vier scenario's die worden vertaald in de kleuren: rood, blauw, geel en groen. Elk scenario heeft zijn eigen unieke eigenschappen. Het spel heeft een ingebouwde klok en het einde moet gehaald zijn voor 6 uur 's ochtends anders is het spel ten einde. Afhankelijk van het gekozen geslacht reageren de personages die de speler ontmoet anders.

## Platforms
| Platform     | Jaar |
| ------------ | ---- |
| Amiga        | 1986 |
| Amstrad CPC  | 1986 |
| Apple II     | 1986 |
| Atari 8-bit  | 1986 |
| Atari ST     | 1986 |
| Commodore 64 | 1986 |
| DOS          | 1986 |
| Macintosh    | 1986 |

## Ontvangst
| Beoordeeld door                | Platform     | Datum        | Score |
| ------------------------------ | ------------ | ------------ | ----- |
| Happy Computer                 | Commodore 64 | januari 1987 | 84%   |
| ASM (Aktueller Software Markt) | Commodore 64 | maart 1987   | 83%   |
| ATARImagazin                   | Atari ST     | mei 1987     | 80%   |
| All Game Guide                 | Macintosh    | 1998         | 70%   |
| SPAG                           | DOS          | 15 mei 1994  | 63%   |